# ميكي براون (لاعب كرة قدم)
ميكي براون (بالإنجليزية: Mickey Brown)‏ (8 فبراير 1968 ببرمنغهام في المملكة المتحدة - ) هو لاعب كرة قدم بريطاني في مركز الوسط. لعب مع بريستون نورث إيند وبولتون واندررز وشروزبري تاون ونادي روتشديل ونادي نيوتاون ونادي تشستر سيتي ونونيتون بورو ‏ وShawbury United F.C. ‏ ونادي بوسطن يونايتد.

## وصلات خارجية
- ميكي براون (لاعب كرة قدم) على موقع قاعدة بيانات كرة القدم.إي يو (الإنجليزية)
- ميكي براون (لاعب كرة قدم) على موقع Soccerbase.com (لاعب) (الإنجليزية)
- ميكي براون (لاعب كرة قدم) على موقع عالم كرة القدم.نت (الإنجليزية)